# ORT Mèxic
ORT Mèxic és una institució educativa privada sense ànim de lucre, que va ser fundada l'any 2015. Es va signar un conveni amb la Junta d'Assistència Privada del Districte Federal per la necessitat que existia a Mèxic de professionalitzar la gent que treballa en el sector social. Forma part de la xarxa educativa de World ORT, una organització fundada a Rússia al 1880, dedicada a l'educació i que disposa de més de 250.000 alumnes amb una presència en 60 països, en institucions d'educació superior com la Universitat ORT a Uruguai, el Col·legi Bramson a Nova York, i el Col·legi Braude a Israel.
És l'única institució d'educació superior a Amèrica Llatina, els programes d'estudi de la qual estan enfocats cap a l'enfortiment del sector social, o tercer sector, en sectors com l'educació, les adiccions, el medi ambient, els drets humans i la discapacitat entre d'altres. Treballa en aliança amb els organismes públics i les Organitzacions No Governamentals (ONG), i té convenis de col·laboració amb la Junta d'Assistència Privada de la Ciutat de Mèxic, l'Institut per a l'Atenció i Prevenció de les Addiccions de la Ciutat de Mèxic, i amb el SEMARNAT entre d'altres.
La universitat disposa de 6 programes acadèmics a nivell de Llicenciatura, Especialitat de postgrau i Mestratge.

## Programes Acadèmics
- Llicenciatura en Administració i Responsabilitat Social
- Especialitat en Ètica i Societat
- Mestratge en Administració i Emprendiment Social
- Mestratge en Educació Ambiental
- Mestratge en Innovació Educativa